# 大阪インターナショナルチャレンジバドミントン選手権大会
大阪インターナショナルチャレンジバドミントン選手権大会（Osaka International Challenge）は大阪府の守口市民体育館で毎年4月に開催されているバドミントンの国際大会。日本バドミントン協会が主催（大阪府バドミントン協会主管）、世界バドミントン連盟公認。通称大阪インターナショナルチャレンジ。
2007年に第1回大会を開催。ヨネックスオープンジャパンに次ぐ日本2つ目の国際大会である。男子シングルス、男子ダブルス、女子シングルス、女子ダブルス、混合ダブルスの5種目が行われ、各種目32名（組）が本戦に出場している。
2016年は、世界バドミントン連盟への開催申請手続きが間に合わなかったため開催されなかった。
日本バドミントン協会は、2023年を以て本大会の開催終了を発表した。

## 優勝選手
| 年   | 男子シングルス | 女子シングルス | 男子ダブルス      | 女子ダブルス        | 混合ダブルス                                    |
| ---- | -------------- | -------------- | ----------------- | ------------------- | ----------------------------------------------- |
| 2024 | 中止           | 中止           | 中止              | 中止                | 中止                                            |
| 2023 | 田中湧士       | 齋藤栞         | 緑川大輝 山下恭平 | 李幽琳 申昇瓚       | 王燦 申昇瓚                                     |
| 2022 | 中止           | 中止           | 中止              | 中止                | 中止                                            |
| 2021 | 中止           | 中止           | 中止              | 中止                | 中止                                            |
| 2020 | 中止           | 中止           | 中止              | 中止                | 中止                                            |
| 2019 | 渡邉航貴       | 川上紗惠奈     | 高成炫 申白喆     | 保原彩夏 曽根夏姫   | 金元昊 鄭娜銀                                   |
| 2018 | 五十嵐優       | 峰歩美         | 橋本博且 佐伯祐行 | 福万尚子 與猶くるみ | 金元昊 李幽琳                                   |
| 2017 | 五十嵐優       | 髙橋沙也加     | 王斯杰 諸葛露凱   | 金昭映 柳海媛       | 王斯杰 倪博文                                   |
| 2016 | 未開催         | 未開催         | 未開催            | 未開催              | 未開催                                          |
| 2015 | 全奕陳         | 髙橋沙也加     | 数野健太 山田和司 | 陳清晨 賈一凡       | 金徳永 厳恵媛                                   |
| 2014 | 伍家朗         | 橋本由衣       | 数野健太 山田和司 | 松尾静香 内藤真実   | ムハンマド・リジャル ヴィタ・マリサ             |
| 2013 | 古財和輝       | 今別府香里     | 数野健太 山田和司 | 脇田侑 江藤理恵     | ルキー・アプリ・ヌーグロホ アニサ・サウフィカ   |
| 2012 | 坂井一将       | 髙橋沙也加     | 嘉村健士 園田啓悟 | 江藤理恵 脇田侑     | リッキー・ウィディアント プスピタ・リチ・ディリ |
| 2011 | 園田啓悟       | 三谷美菜津     | 黒瀬尊敏 園田啓悟 | 市丸美里 田中志穂   | 嘉村健士 米元小春                               |
| 2010 | 佐々木翔       | 王蓉           | 橋本博且 平田典靖 | 藤井瑞希 垣岩令佳   | 早川賢一 松尾静香                               |
| 2009 | 李哲浩         | 後藤愛         | 廣部好輝 小宮山元 | 松友美佐紀 髙橋礼華 | 謝裕興 簡毓瑾                                   |
| 2008 | 佐伯浩一       | 樽野恵         | 權利九 高成炫     | 小椋久美子 潮田玲子 | 權利九 河貞恩                                   |
| 2007 | 佐々木翔       | 廣瀬栄理子     | 韓相訓 曹建雨     | 赤尾亜希 松田友美   | 舛田圭太 前田美順                               |